# Siège (Hongrie)
Pour les articles homonymes, voir siège.
Le siège (hongrois : szék [ˈseːk] ; latin : sedes) désigne une subdivision territoriale bénéficiant d'un statut spécifique au sein de l'ancien royaume de Hongrie et de la principauté de Transylvanie jusqu'à la généralisation du régime comital en 1876. Ce statut se traduisait par une relative indépendance au sein du système féodal hongrois en échange de services militaires de défense du royaume.
Les sièges les plus connus sont ceux constituant le Pays sicule, à savoir les sièges sicules (székelyszék) d'Aranyosszék, Csíkszék, Gyergyószék, Kászonszék, Kézdiszék, Marosszék, Orbaiszék, Sepsiszék et Udvarhelyszék.